# Encarnació Sanahuja i Yll
Encarnació Sanahuja i Yll (català: Encarnació Sanahuja Yll)  (Barcelona, 6 de febrer de 1948 - Tiana, 13 de gener de 2010) va ser una prehistoriadora i arqueòloga catalana.

## Carrera professional
Dedicà la seva recerca a les relacions de gènere a la prehistòria, en especial a l’edat del bronze, i ha maldat per valorar l'experiència i l'aportació femenina en la història i incloure-la en la construcció que la ciència en fa.
Va ser professora de l'assignatura Arqueologia de les dones a la Universitat Autònoma de Barcelona. Treballà en els projectes arqueològics a Son Fornés i Son Ferragut, a Mallorca, i Gatas, a Almeria
Com a militant feminista, participà en les Primeres Jornades Catalanes de la Dona i en la fundació i direcció del Partit Feminista (1979) i en el Centre d'Investigació Duoda.

## Menció M. Encarna Sanahuja Yll
La Generalitat de Catalunya va instaurar un premi en el seu honor, la Distinció Jaume Vicens Vives, menció M. Encarna Sanahuja Yll, per reconèixer l'excel·lència en la inclusió de la perspectiva de gènere en la pràctica docent.

## Obra
- Mujeres y hombres en espacios domésticos. Trabajo y vida social en la Prehistoria de Mallorca (ca. 700-500 cal ANE). El Edificio Alfa del Puig Morter de Son Ferragut (Sineu, Mallorca), juntament amb P. V. Castro Martínez i T. Escoriza Mateu (2003)
- Sexuar el pasado: Una propuesta arqueológica. A: La historia de las mujeres en el nuevo paradigma de la historia (1997)
- Mujeres, hombres y ajuares funerarios. A: Las mujeres en la Prehistoria (2006)
- ¿Armas o herramientas? El ejemplo del mundo argárico (2007)
- La cotidianeidad en la Prehistoria (2007)
- Cuerpos sexuados, objetos y prehistoria (2002)
- La cotidianidad en la prehistoria: la vida y su sostenimiento (2007)[3]